# Leisenrode

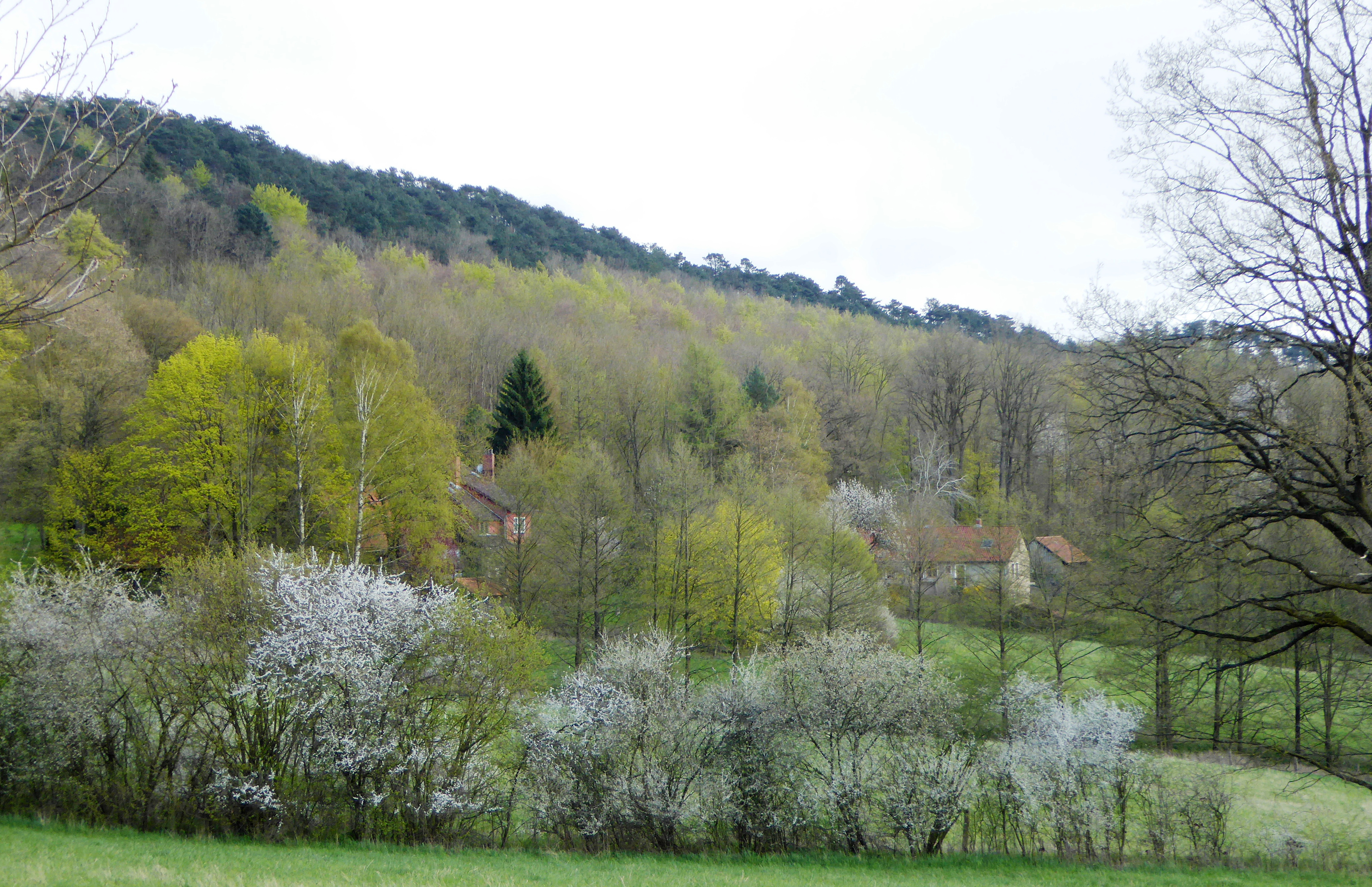
Leisenrode am Westhang der Weper

Leisenrode ist ein Weiler mit Forsthaus im Stadtgebiet von Hardegsen im Landkreis Northeim in Niedersachsen (Deutschland). In direkter Nachbarschaft befindet sich eine gleichnamige Wüstung. Aufgrund unsicherer und fehlerhafter Zuordnung urkundlicher Erwähnungen wird die Bezeichnung Leisenrode teilweise auch für die Wüstung Leisenberg im Gillersheimer Wald nahe Sudershausen verwendet.

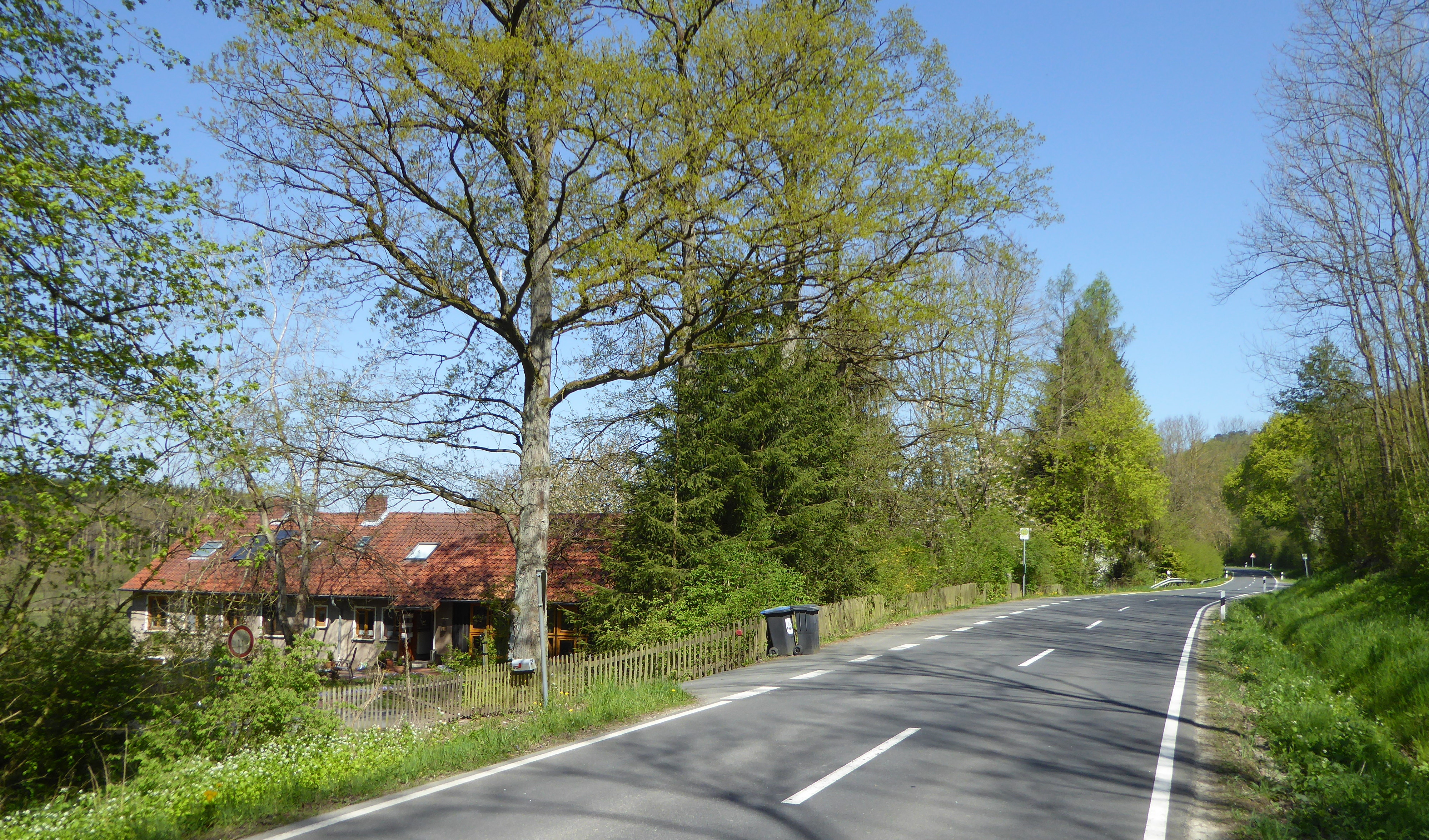
Kreisstraße bei Leisenrode (Forsthaus hinten)

## Lage
Das Forsthaus und die angrenzenden Gebäude liegen unmittelbar an der Kreisstraße 435 etwa 1,8 km nördlich des Hardegser Stadtkerns am Westhang der südlichen Weper. Der Flurname Leisenrode ist unmittelbar östlich der Bebauung auf der anderen Straßenseite angegeben. Die Lage der ehemaligen Dorfstelle Leisenrode war nach den Forschungen von Erhard Kühlhorn noch nicht genau lokalisierbar. Sie wurde an einem kleinen Wasserlauf zwischen dem Forsthaus und einem 250 m südwestlich liegenden Teich vermutet.

## Geschichte
Das Dorf wurde in der Zeit um 1250 erstmals unter dem Namen Lesenroht schriftlich erwähnt. Die Urkunde, in der der Ort als letzter erwähnt ist, trägt keine Jahresbezeichnung. Darin sind Erwerbungen des von 1244 bis 1254 bezeugten Abtes Detmar („Thetmarus“) von Reinhausen aufgezeichnet, dessen Amtsvorgänger Arnold zuletzt 1241 und dessen Amtsnachfolger Heinrich zuerst 1264 nachweisbar ist. Die Urkunde muss demnach zwischen diesen beiden Daten entstanden sein. Nach einer späteren Nachricht von Johannes Letzner soll das aus sieben Höfen bestehende Dorf Lesenrode 1486 von den Städten Göttingen und Northeim geplündert und verbrannt worden sein, nachdem Herzog Heinrich der Ältere das Amt Friedland und andere Gegenden in der Nähe der Stadt gebrandschatzt hatte. Urkundliche Erwähnungen sind jedoch erst wieder ab 1502 überliefert, als das Dorf als Wüstung bezeichnet wurde. Das Dorf muss jedoch zumindest teilweise wieder aufgebaut worden sein, denn aus einer Forstgeldzahlung  ergibt sich, dass hier sechs Höfe bestanden haben und im Jahr 1622 wird Lesenroda als Dorf („dorff“) erwähnt. Nach einer Nachricht von 1715 soll es jedoch vor dem Dreißigjährigen Krieg nur drei Häuser in der „Dorffschafft Liessenrode“ gegeben haben, die dann im Krieg wüst gefallen seien. 1664 wird Leisenrode – nun erstmals in der heutigen Schreibweise – als Vorwerk (wahrscheinlich des Amtes Hardegsen) bezeichnet, während die schon genannte Urkunde von 1715 die Zuschlagung zum Amt Hardegsen ungefähr für die Zeit um 1675 angibt. Auf der Karte der Kurhannoverschen Landesaufnahme ist immer noch lediglich das herrschaftliche Vorwerk verzeichnet, das auch noch 1842 bestand, bis 1896 jedoch in ein Forsthaus umgewandelt worden war. Zum Vorwerk sollen im Jahr 1813 etwa 300 Morgen Land gehört haben.